# Go Yerim
Go Yerim (koreanska: 고예림), född 12 juni 1994 i Incheon, är en sydkoreansk professionell damvolleybollspelare. Sedan säsongen 2019-2020 spelar hon sin klubblagshandboll för Suwon Hyundai Engineering & Construction Hillstate i sydkoreanska V-League. Go Yerim har spelat volleyboll på professionell nivå sedan 2013. Inför säsongen 2013-2014 draftades hon av Gyeongbuk Gimcheon Hi-pass, vilka hon representerade under fyra säsonger. Mellan 2017 och 2019 spelade hon för Hwaseong IBK Altos. Go Yerims position är vänsterspiker, och i klubblaget spelar hon med nummer 17 på tröjan.

## Klubblagskarriär
Gyeongbuk Gimcheon Hi-pass (2013-2017)
 Hwaseong IBK Altos (2017-2019)
 Suwon Hyundai Engineering & Construction Hillstate (2019- )

## Landslagskarriär
Sydkoreas damlandslag i volleyboll